# 사타완 환초

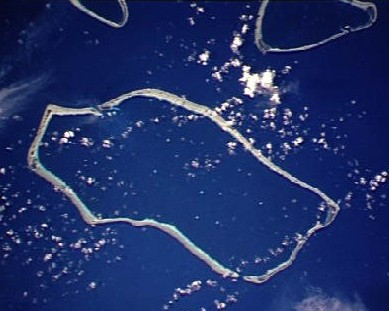

사타완 환초(Satawan)는 미크로네시아 연방 추크 제도에 위치한 환초로, 캐롤라인 제도에 속해 있는 섬인 모틀락 제도의 일부분이다. 제2차 세계 대전 때 일본군이 이 곳에 비행장을 설치했다.
사타완 환초는 추크 제도에 있는 40개 지방 자치체 가운데 4개를 관할한다.
1. 사토완(Satowan) / 사타완(Satawan)
2. 타(Ta)
3. 쿠투(Kuttu/Kutu)
4. 모크(Moch) / 모어(More)

이 중 사토완과 타는 남부 모틀락 제도, 쿠투와 모크는 중부 모틀락 제도로 분류된다.
인구는 2,935명(2000년 인구조사 기준)이며 북위 5° 18′ 동경 153° 42′ / 북위 5.30°  동경 153.70° 에 위치한다. 면적은 419km2(석호 포함)이지만, 육지 면적은 4.6km2 뿐이다.